# Acraea janiscella
Acraea janiscella är en fjärilsart som beskrevs av Embrik Strand 1913. Acraea janiscella ingår i släktet Acraea och familjen praktfjärilar. Inga underarter finns listade i Catalogue of Life.